# The Kick Inside
| Recensione                    | Giudizio |
| ----------------------------- | -------- |
| AllMusic                      | [ 2 ]    |
| Drowned in Sound              | 8/10     |
| Encyclopedia of Popular Music | [ 4 ]    |
| The Great Rock Discography    | 7/10     |
| Mojo                          | [ 6 ]    |
| MusicHound Rock               | [ 7 ]    |
| Pitchfork                     | 8.4/10   |
| Record Mirror                 | [ 9 ]    |
| The Rolling Stone Album Guide | [ 10 ]   |
| Spin Alternative Record Guide | 8/10     |

The Kick Inside è l'album discografico di debutto della cantautrice britannica Kate Bush, pubblicato il 17 febbraio 1978 dalla EMI Records.

## Descrizione
Avendo scritto canzoni fin dall'età di 11 anni, Kate Bush aveva registrato dei nastri demo dietro assistenza dei fratelli, anch'essi musicisti. Un loro amico, Ricky Hopper, nel 1972 portò alcuni dei nastri a varie case discografiche, quando la Bush era ancora tredicenne. Non ottenne riscontri, ma Hopper li fece ascoltare anche all'amico David Gilmour dei Pink Floyd. Gilmour restò immediatamente impressionato dal talento precoce di Kate come compositrice e volle incontrare la famiglia Bush. Egli decise di finanziare personalmente alcune sessioni in studio per incidere i brani in qualità professionale e fece poi ascoltare il risultato ai dirigenti della EMI Records che, accettarono di mettere Kate Bush sotto contratto offrendole un anticipo di £3,000. Due dei demo incisi nel giugno 1975 furono inclusi in The Kick Inside: The Man with the Child in His Eyes e The Saxophone Song.
Nel 1976 il contratto proposto a Bush venne approvato dai suoi famigliari. In preparazione per le sessioni di registrazione per l'album di debutto, la ragazza effettuò un giro di concerti con la KT Bush Band in vari pub. Secondo il fratello Paddy, che suonò insieme a lei sul palco, le esibizioni cominciarono come affari molto piccoli con scarso interesse da parte di tutti, ma crebbero fino a raggiungere un pubblico più ampio nel corso dei mesi. Finalmente, tra luglio e agosto 1977, il resto delle canzoni venne inciso presso gli AIR Studios di Londra, sotto l'egida del produttore Andrew Powell. La Bush avrebbe voluto incidere i brani con i membri della KT Bush Band, ma la EMI insistette affinché si avvalesse di musicisti di studio. Powell ingaggiò, tra gli altri, Ian Bairnson, Duncan Mackay e Stuart Elliott, con i quali aveva già lavorato in precedenza.
Inoltre, fu circa in questo periodo che Bush cominciò a studiare danza e mimo (con il maestro Lindsay Kemp, e la canzone Moving, inclusa nell'album, si ispira proprio a Kemp). I vertici EMI e Bush non furono d'accordo circa la canzone da fare uscire come singolo promozionale  rappresentativo dell'album in uscita. La casa discografica voleva James and the Cold Gun, ma Bush insistette per Wuthering Heights e la spuntò. Il singolo si rivelò un grande successo e raggiunse il primo posto in classifica nella UK Singles Chart britannica, restando in vetta per quattro settimane, diventando una delle canzoni più vendute dell'anno e per la prima volta una cantautrice donna scalò le classifiche con una canzone da lei scritta. Inizialmente, la canzone non era ispirata direttamente al romanzo Cime tempestose di Emily Brontë ma ad un adattamento televisivo dello stesso, anche se Bush lesse il libro per (in parole sue) "fare la ricerca giusta". La Brontë Society per la canzone Wuthering Heights, ha riconosciuto il merito di Kate Bush nel promuovere l'immagine di Emily Brontë, per quello che la stessa società definisce un capolavoro indiscusso del genio artistico e musicale. Ulteriori influenze per il materiale incluso nell'album sono riscontrabili quando lei cita George Gurdjieff in Them Heavy People, mentre il titolo della canzone si ispira alla ballata di Lizie Wan. Nonostante la giovane età, Kate Bush scrisse anche apertamente di sessualità, in particolare nelle erotiche Feel It e L'Amour Looks Something Like You.

## Pubblicazione
L'album The Kick Inside venne pubblicato su scala mondiale con diverse copertine: vi furono diverse versioni per Stati Uniti, Canada, Giappone, Jugoslavia e Uruguay (ciascun paese mise una foto diversa), producendo in due anni 7 singoli in tutto il mondo quali Wuthering Heights che raggiunse immediatamente la prima posizione in classifica in quasi tutto il mondo, Them Heavy People raggiunse la posizione numero 3, Moving commercializzato per il mercato giapponese e subito al numero 1, Strange Phenomena, The Man with the Child in His Eyes che si aggiudicò la terza posizione massima e Room for the Life per l'America Latina. Oltre ai video dei singoli citati furono realizzati anche quelli dei brani James and the Cold Gun e The Kick Inside. Londra fu tappezzata dall'ormai leggendario primo poster promozionale con la foto scattata da Gered Mankovitz che ritrae Kate con il body rosa: sugli autobus, sui quotidiani, dappertutto c'erano quegli occhi scuri e sgranati, quel viso di giovane donna dolce e malizioso insieme: una ballerina che si riposa durante un esercizio alla sbarra.
L'album arrivò al terzo posto in Inghilterra e al primo nei Paesi Bassi e in molti altri paesi. Solo in Inghilterra si aggiudicò tre dischi di platino e la EMI festeggiò con una lussuosa festa a Parigi. The Kick Inside costituisce un disco d'esordio a dir poco inusuale, intriso di filosofia, sesso e amore. Resta ancora esemplare, rispetto alle più clamorose case histories odierne.

## Tracce
1. Moving – 3:10
2. The Saxophone Song – 3:53
3. Strange Phenomena – 3:01
4. Kite – 3:00
5. The Man with the Child in His Eyes – 2:41
6. Wuthering Heights – 4:30
7. James and the Cold Gun – 3:36
8. Feel It – 3:03
9. Oh to Be in Love – 3:18
10. L'Amour Looks Something Like You – 2:30
11. Them Heavy People – 3:05
12. Room for the Life – 4:05
13. The Kick Inside – 3:34

## Formazione
- Kate Bush - voce, pianoforte
- Ian Bairnson - chitarra, cori
- Paddy Bush - armonica a bocca, cori, mandolino
- Barry DeSouza - batteria
- Stuart Elliott - batteria
- David Katz - violino
- Paul Keogh - chitarra
- Bruce Lynch - basso
- Duncan Mackay - organo Hammond, sintetizzatore, tastiera, pianoforte, Fender Rhodes
- Alan Parker - chitarra
- David Paton - basso, cori
- Morris Pert - percussioni
- Andrew Powell - sintetizzatore, tastiera, pianoforte, Fender Rhodes
- Alan Skidmore - sax